# Asteliamiris johnpolhemi
Asteliamiris johnpolhemi är en insektsart som beskrevs av Schwartz och Polhemus 1999. Asteliamiris johnpolhemi ingår i släktet Asteliamiris och familjen ängsskinnbaggar. Inga underarter finns listade i Catalogue of Life.